# Communauté de communes du Brantômois
La communauté de communes du Brantômois est une ancienne communauté de communes française, située dans le département de la Dordogne, en région Aquitaine.

## Histoire
La communauté de communes du Brantômois a été créée le 18 décembre 2001 avec neuf communes.
Saint-Front-d'Alemps la quitte le 1er janvier 2012 et rejoint la communauté de communes du Pays thibérien.
Par arrêté no 12 1397 du 13 décembre 2012, un projet de fusion est envisagé entre la communauté de communes du Brantômois, celle du Pays de Champagnac-en-Périgord et celle du Pays de Mareuil-en-Périgord. La nouvelle entité, créée par l'arrêté préfectoral no 2013147-009 du 27 mai 2013, lui-même complété par l'arrêté no 2013282-0003 du 9 octobre 2013, prend effet le 1er janvier 2014 et porte le nom de communauté de communes Dronne et Belle.

## Composition
En 2012 et 2013, la communauté de communes du Brantômois regroupait huit des onze communes du canton de Brantôme (seules Agonac, Lisle et Saint-Front-d'Alemps en étaient absentes) :
1. Biras
2. Bourdeilles
3. Brantôme
4. Bussac
5. Eyvirat
6. Saint-Julien-de-Bourdeilles
7. Sencenac-Puy-de-Fourches
8. Valeuil.

## Démographie
Au 1er janvier 2013, pour sa dernière année d'existence, la communauté de communes du Brantômois avait une population municipale de 4 940 habitants.

## Politique et administration
| Période       | Période       | Identité           | Étiquette | Qualité                                          |
| ------------- | ------------- | ------------------ | --------- | ------------------------------------------------ |
| décembre 2001 | mai 2009      | Bernard Mazouaud   | UMP       | Maire de Saint-Julien-de-Bourdeilles (1977-2014) |
| mai 2009      | décembre 2013 | Olivier Chabreyrou | PS        | Maire de Bourdeilles (depuis 2008)               |

## Compétences
L'arrêté préfectoral no 2013252-0008 du 9 septembre 2013 redéfinit les compétences de la communauté de communes :
- Aménagement de l'espace.
- Développement économique.
- Protection et mise en valeur de l'environnement.
- Voirie.
- Équipement sportif.
- Logement et cadre de vie.
- Action sociale.
- Enfance et jeunesse.

### Sources
- Le SPLAF (Site sur la Population et les Limites Administratives de la France)
- CC du Brantômois, base BANATIC de la Dordogne